# Aedes pingpaensis
Aedes pingpaensis är en tvåvingeart som beskrevs av Chang 1965. Aedes pingpaensis ingår i släktet Aedes och familjen stickmyggor. Inga underarter finns listade i Catalogue of Life.